# Weidendammer Brücke
Weidendammer Brücke är en bro som leder över floden Spree i stadsdelen Mitte i centrala Berlin. Den ursprungliga bron från 1685 var av trä och den ersattes 1824 med en bro i gjutjärn. Dagens bro uppfördes i mitten av 1890-talet under överinseende av Otto Stahn.
Natten till den 2 maj 1945 flydde flera personer från Führerbunkern norrut över den strategiskt belägna bron.